# 李湛田
李湛田（1873年—1933年），字丹孙，天津宝坻人，清朝末代科举进士，监生出身，后留学日本，毕业于法政大学。

## 生平

### 清朝
清朝同治十二年，生于今天津市宝坻区林亭口镇林亭口村。光緒二十八年，中举人。光緒三十年，登进士第，选庶吉士。散馆授编修。1908年，毕业于日本法政大学法政速成科第五班法律部。宣统二年，任国史馆协修，挂学部参议衔。

### 中华民国
1913年3月20日，因冯国璋呈请被任命为直隶省内务司科长。1914年3月1日，转任直隶省民政廳內務司科長。同年9月23日，任政事堂道尹。1915年2月28日，被任命为政事堂簡任職。1916年7月6日，酌量任用为財政部簡任職存記。1922年2月至1924年7月，任江苏淮安关监督，与张謇有公务来往。1924年8月7日，任蘇皖贛巡閱使署秘書處處長。同年，江浙战争爆发后，辞职不再入仕。1933年，逝世。
著有《静馨室爱别离语》、《孔子学》、《大事记》、《诗文钞》等作品。